# Хаматова, Анна Александровна
Анна Александровна Хаматова (род. 4 октября 1945, гор. Хабаровск, СССР) — советский и российский востоковед-синолог, лингвист, педагог, профессор Дальневосточного федерального университета. Заслуженный работник высшей школы Российской Федерации. Кандидат филологических наук, профессор.
Кавалер Ордена Дружбы народов.

## Биография
Родилась 4 октября 1945 года.

### Образование
В 1968 году окончила филологический факультет Дальневосточного государственного университета по специальности «Востоковедение» с присвоением квалификации «Востоковед-филолог, переводчик китайского языка».
Проходила стажировки в Наньянском университете Сингапура (1973—1974), Институте стран Азии и Африки МГУ имени М. В. Ломоносова (1976), Пекинском институте языка (1984—1985), Аляскинском Тихоокеанском университете (1992—1993).
В 1978 году в Институте востоковедения АН СССР защитила диссертацию на соискание ученой степени кандидата филологических наук по теме «Лексическая омонимия в современном китайском языке (на материале китайско-японского словаря объемом 37 тысяч слов)».

### Научно-педагогическая деятельность
В 1968 году начала научно-педагогическую работу в Дальневосточном государственном университете (ДВГУ).
В 1968—1974 годах — ассистент, старший преподаватель кафедры китайской филологии ДВГУ.
В 1974—1978 годах — заведующая кафедрой китайской филологии ДВГУ.
В 1978—1990 годах — доцент кафедры китайской филологии ДВГУ.
В 1978—1986 годах — декан восточного факультета ДВГУ.
В 1980—1987 годах — научный руководитель проблемной лабораторией восточного факультета ДВГУ, изучавшей современное положение КНР.
В 1986—1990 годах — проректор по учебной и воспитательной работе ДВГУ.
В 1990 году присвоено ученое звание профессора. 
В 1990—2004 годах — заведующая кафедрой экономики и финансов стран Азиатско-Тихоокеанского региона ДВГУ.
В 1991—2004 годах — декан российско-американского факультета международных отношений и менеджмента ДВГУ.
В 1994—1997 годах — заместитель директора Восточного института ДВГУ.
В 1996 году награждена нагрудным знаком почетного работника высшего профессионального образования Российской Федерации.
В 1997—2011 годах — директор Восточного института ДВГУ.
В 1999 году присвоено звание Заслуженного работника высшей школы Российской Федерации.
В 2010 году Дальневосточный государственный университет был преобразован в Дальневосточный федеральный университет (ДВФУ), в котором она продолжила работу на кафедре китаеведения.
С 2011 года — профессор кафедры китаеведения ДВФУ, член ученого совета ДВФУ, член ученого совета Восточного института — Школы региональных и международных исследований ДВФУ.
В 2011—2016 и 2018—2019 годах — заместитель директора Восточного института — Школы региональных и международных исследований ДВФУ.
В 2016—2018 годах — и. о. директора Восточного института — Школы региональных и международных исследований ДВФУ.
Является членом правления Международной ассоциации преподавателей китайского языка (с 1987), а также действительным членом Европейской ассоциации китаеведов и Всероссийской ассоциации востоковедов. Главный редактор научного журнала «Известия Восточного института».
Научный руководитель 8 кандидатских диссертаций.
В 2021 году награждена Медалью Министерства науки и высшего образования РФ «За вклад в реализацию государственной политики в области образования».

## Научные работы
Автор порядка 140 научных работ и научно-педагогических работ, опубликованных в России и за рубежом (КНР, США, Япония, Германия и др.). 
Наиболее значимые работы:
- Хаматова А. А. Словообразование современного китайского языка. М., 2003.
- Хаматова А. А. Омонимия в современном китайском языке. М., 2006.